# 緑藻綱
緑藻綱（） (学名: Chlorophyceae) は、緑藻植物門に属する綱の1つ。単細胞のものから群体、多細胞など体制は多様 (右図)。淡水生の微細藻であるものが多いが、陸上や海に生育するものもいる。クラミドモナス属 (コナミドリムシ属)、ボルボックス属 (オオヒゲマワリ属)、イカダモ類、クンショウモ類、サヤミドロ属など比較的よく知られた緑藻を含む。
核分裂は閉鎖型 (核分裂中も核膜が維持される)、中間紡錘体は比較的早い時期に崩壊し、細胞分裂面にファイコプラスト (分裂面に平行な微小管群) が生じる。鞭毛細胞がある場合、向かい合う鞭毛の基底小体は上から見てふつう直線上または時計回り方向にずれて配置している。
古くは、ほとんどの緑藻が緑藻綱に分類されていた。しかし微細構造学的特徴などに基づいてプラシノ藻と総称される緑藻やアオサ藻綱、トレボウクシア藻綱、コレオケーテ藻綱、接合藻などが緑藻綱から分離され、狭義の緑藻綱は現在のような範囲になった。

## 特徴

### 体制
緑藻綱に属する生物の多くは単細胞または群体性であるが、多細胞性の糸状体を形成する種もいる。多くは微細藻であり、肉眼で判別できる大きさの藻体を形成するものは少ない。
単細胞のものは鞭毛性 (例: クラミドモナス属) または不動性 (例: クロロコックム属 Chlorococcum) である (下図1a, b)。群体性の場合、群体の様式は様々であり、パルメラ状群体 (寒天質基質内に多数の細胞が包まれている群体) (例: ヨツメモ属 Tetraspora)、サルシナ状群体 (複数の細胞が3次元的に密着している群体) (例: クロロサルシノプシス属 Chlorosarcinopsis)、定数群体 (決まった数の細胞が決まった配置で列んでできている群体) (例：イカダモ類) などがある (下図1c, d)。鞭毛性の種の中にはボルボックス属 (Volvox) のように群体性のものもいるが (上図)、このような体は多細胞性とよばれることもある。不動性で多細胞性のものは、ふつう無分枝 (例: サヤミドロ属) または分枝糸状体 (例: ツルギミドロ属 Draparnaldia) であるが (上図、下図1e)、多列糸状や膜状体を形成するものもわずかに知られる (例：シゾメリス属 Schizomeris)。また小さな多核嚢状体を形成するものもいる (例: プロトシフォン属 Protosiphon)。サヤミドロ目とカエトフォラ目に属する種は、細胞間に原形質連絡をもつ多細胞体を形成する。

### 細胞構造
多くの場合、栄養細胞は細胞壁で囲まれている。ただし明瞭な細胞外被を欠くものもいる (例: ドゥナリエラ属)。細胞壁の組成が詳細に調査された例は少ないが、セルロースやペクチンが報告されている。クラミドモナスのような鞭毛性種の細胞壁は、糖タンパク質からなる。また細胞壁に炭酸カルシウムや鉄、マンガンが沈着している例もある (例: コッコモナス属)。
細胞は単核または多核性。核分裂は閉鎖型 (核膜は維持される)、中間紡錘体は比較的早い時期に崩壊する (そのため2個の娘核は接近する)。細胞質分裂時には、分裂面に平行な微小管群であるファイコプラスト (phycoplast) が出現する。多くの場合、単純な細胞膜の環状収縮によって細胞が分裂するが、サヤミドロ目やカエトフォラ目では細胞板の遠心的成長により分裂し、この際に姉妹細胞間に原形質連絡が形成される。
葉緑体は1個〜多数、形態は多様。ふつうピレノイドを含む。ピレノイド基質にチラコイド膜が貫通するもの、管状のチラコイドが陥入するもの、色素体膜と共に細胞質基質が陥入するもの、陥入構造をもたないものなどの多様性がある。カロテノイドとしてはふつうルテインやネオキサンチン、ゼアキサンチンをもつが、ロロキサンチンをもつものやシフォナキサンチンをもつものもいる。

### 鞭毛細胞

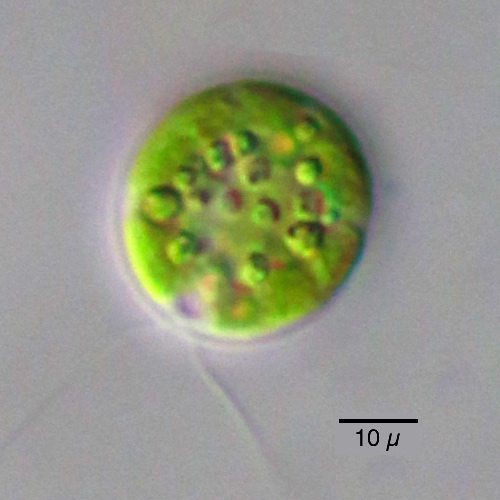
2. クラミドモナス類 (オオヒゲマワリ目) は細胞頂端から生じる2本の等鞭毛をもつ

鞭毛細胞はふつう遊走子 (鞭毛をもつ胞子) や配偶子として生活環の一時期にのみ生じるが、オオヒゲマワリ目では栄養細胞が鞭毛をもつものが多い (クラミドモナス属など)。鞭毛細胞はふつう細胞外被を欠くが、オオヒゲマワリ目ではしばしば糖タンパク質性の細胞壁 (テカともよばれる) をもち、またカエトペルチス目の遊走子はときに有機質鱗片で覆われる。鞭毛細胞はふつう細胞頂端から生じる2または4本の等鞭毛をもつが (右図2)、不等長2本の鞭毛をもつ例もある。ペアとなる基底小体は、ふつうほぼ反対方向に伸びているが、並行に前方へ伸びているものもいる。鞭毛装置は基本的に回転対象の交差型であり、向かい合う基底小体は上から見て直線上に (直線型, directly opposed, DO; 12/6時型, 12/6 o’clock)、または時計回り方向にずれて (時計回り型, clockwise, CW; 1/7時型, 1/7 o’clock) 配置しているものが多い。例外的に、サヤミドロ目の遊走子や精子では、細胞前部から多数の鞭毛が輪状に生じている (冠鞭毛性 stephanokont)。

### 生殖
有性生殖を行うものでは、栄養体が単相 (ゲノムを1セットのみもつ) であり、複相 (ゲノムを2セットもつ) の接合子が発芽するときに減数分裂をするものが多い (単相単世代型生活環)。接合子は厚い細胞壁で囲まれ、休眠接合子（hypnozygote）として耐久細胞となることが多い。ただしカエトフォラ目では、同形の配偶体と胞子体による世代交代を行う (単複世代交代型生活環) ことが報告されている。配偶子合体様式は多様であり、同形配偶 (同形同大の配偶子の合体)、異形配偶 (明らかに大小がある配偶子の合体)、卵生殖 (大型で不動性の卵と小型の精子の合体) が見られる。
無性生殖の様式は多様であり、遊走子や不動胞子、自生胞子形成などが知られる。定数群体を形成する種では、ふつうそれぞれの細胞内に自生群体 (娘群体) を形成する。一部の種では、二分裂やアキネート (耐久細胞) 形成なども知られている。

## 生態
多くは淡水域に生育する。イカダモ類、クンショウモ類、アンキストロデスムス属 (Ankistrodesmus)、モノラフィディウム属 (Monoraphidium)、ミコナステス属 (Mychonastes)、ゴレンキニア属 (Golenkinia)、クラミドモナス類などは淡水止水域の植物プランクトンとしてふつうに見られ、ときに多い (下図3a)。サヤミドロ属やスチゲオクロニウム属 (Stigeoclonium) など底生性のものもふつうに見られる。また土壌や壁表面など陸上域に生育する種も少なくない。一部の種 (例: Chloromonas nivalis) は氷雪藻として雪に出現し、カロテノイドを蓄積して雪を赤く染めることがある (彩雪現象; 下図3b)。オオヒゲマワリ目の一部は海に生育する。ドゥナリエラ属は、塩湖など高塩環境に生育する種を含む (下図3c)。また繊毛虫などに細胞内共生する例や、サンショウウオの卵に共生する例が知られている (下図3d)。
ほとんどの種は光合成性であるが、同時に従属栄養が可能な種もいる (例: Chlamydomonas reinhardtii)。またオオヒゲマワリ目のポリトマ属 (Polytoma) やポリトメラ属 (Polytomella) は光合成能を欠き、吸収栄養生物として自由生活する。

## 系統と分類
古くは、ほとんど全ての緑藻 (広義) が緑藻綱に分類されていた。ただし接合藻やシャジクモ類は特異な形質をもつため、別の綱として分けられることもあった。
やがて1960年代以降の微細構造学的研究、さらに1990年代以降の分子系統学的研究に基づいて、さまざまな緑藻が緑藻綱から分離され、別の綱に分類されるようになった (アオサ藻綱、トレボウクシア藻、コレオケーテ藻綱、プラシノ藻と総称される緑藻など)。
緑藻綱はおそらくアオサ藻綱やトレボウクシア藻綱に近縁であり、合わせて UTC 系統群 (UTC clade) とよばれることがある (3綱の学名の頭文字に由来)。これにクロロデンドロン藻綱とペディノ藻綱を加えたものは"コア緑藻植物" (core chlorophytes) とよばれ、その単系統性は分子系統学的研究から強く支持されている。
微細構造学的研究から緑藻綱の中にいくつかのグループの存在が示唆されるようになり、このことは分子系統学的研究からも支持されている。2020年現在では、緑藻綱はふつうオオヒゲマワリ目 (クラミドモナス目とよばれることも多い)、ヨコワミドロ目、サヤミドロ目、カエトフォラ目、カエトペルティス目の５目に分けられる (下表)。5目のうち、オオヒゲマワリ目＋ヨコワミドロ目 (SV or CS clade) と、それ以外の3目 (OCC clade) がそれぞれ単系統群を形成することが示唆されている (下図4)。またオオヒゲマワリ目とヨコワミドロ目の中間的な位置にあり、その分類学的位置がはっきりしていない属がいくつか知られている (Golenkinia, Cylindrocapsa など)。
| 目               | 体制               | 細胞質分裂       | 原形質連絡 | 遊走子の鞭毛数 | 鞭毛装置   | 種数 |
| ---------------- | ------------------ | ---------------- | ---------- | -------------- | ---------- | ---- |
| サヤミドロ目     | 糸状               | 細胞板形成による | あり       | 多数           | 冠状       | 725  |
| カエトフォラ目   | 糸状               | 細胞板形成による | あり       | 4本            | 直線型     | 224  |
| カエトペルティス | 単細胞、群体、糸状 | ？               | なし       | 4本            | 直線型     | 14   |
| ヨコワミドロ目   | 単細胞、群体、糸状 | 細胞膜の環状収縮 | なし       | 2本            | 直線型     | 899  |
| オオヒゲマワリ目 | 単細胞、群体、糸状 | 細胞膜の環状収縮 | なし       | 2本            | 時計回り型 | 1762 |

|  | サヤミドロ目                                                          |
|  |                                                                       |
|  | \| \| カエトフォラ目 \| \| \| \| \| \| カエトペルティス目 \| \| \| \| |
|  |                                                                       |
|  | カエトフォラ目                                                        |
|  |                                                                       |
|  | カエトペルティス目                                                    |
|  |                                                                       |

|  | カエトフォラ目     |
|  |                    |
|  | カエトペルティス目 |
|  |                    |

|  | ヨコワミドロ目                                      |
|  |                                                     |
|  | オオヒゲマワリ目 (ボルボックス目、クラミドモナス目) |
|  |                                                     |

|  | サヤミドロ目                                                          |
|  |                                                                       |
|  | \| \| カエトフォラ目 \| \| \| \| \| \| カエトペルティス目 \| \| \| \| |
|  |                                                                       |
|  | カエトフォラ目                                                        |
|  |                                                                       |
|  | カエトペルティス目                                                    |
|  |                                                                       |

|  | カエトフォラ目     |
|  |                    |
|  | カエトペルティス目 |
|  |                    |

|  | ヨコワミドロ目                                      |
|  |                                                     |
|  | オオヒゲマワリ目 (ボルボックス目、クラミドモナス目) |
|  |                                                     |

|  | サヤミドロ目                                                          |
|  |                                                                       |
|  | \| \| カエトフォラ目 \| \| \| \| \| \| カエトペルティス目 \| \| \| \| |
|  |                                                                       |
|  | カエトフォラ目                                                        |
|  |                                                                       |
|  | カエトペルティス目                                                    |
|  |                                                                       |

|  | カエトフォラ目     |
|  |                    |
|  | カエトペルティス目 |
|  |                    |

|  | ヨコワミドロ目                                      |
|  |                                                     |
|  | オオヒゲマワリ目 (ボルボックス目、クラミドモナス目) |
|  |                                                     |

|  | サヤミドロ目                                                          |
|  |                                                                       |
|  | \| \| カエトフォラ目 \| \| \| \| \| \| カエトペルティス目 \| \| \| \| |
|  |                                                                       |
|  | カエトフォラ目                                                        |
|  |                                                                       |
|  | カエトペルティス目                                                    |
|  |                                                                       |

|  | カエトフォラ目     |
|  |                    |
|  | カエトペルティス目 |
|  |                    |

|  | ヨコワミドロ目                                      |
|  |                                                     |
|  | オオヒゲマワリ目 (ボルボックス目、クラミドモナス目) |
|  |                                                     |

| 緑藻綱の目までの分類体系の一例 - 緑藻綱 Chlorophyceae Wille in Warming, 1884 - サヤミドロ目 Oedogoniales Heering, 1914 Bulbochaete (下図5a), Oedocladium, サヤミドロ属 (Oedogonium) - カエトフォラ目 (ケトフォラ目、ケートフォラ目) Chaetophorales Wille, 1901 Aphanochaet, Schizomeris, Uronema, Stigeoclonium (下図5b), ツルギミドロ属 (Draparnaldia), Chaetophora, Fritschiella など - カエトペルティス目 (ケトペルティス目、ケートペルティス目) Chaetopeltidales C.J.O'Kelly, Shin Watanabe & G.L.Floyd, 1994 Chaetopeltis, Dicranochaete (下図5c), Hormotilopsis, Floydiella など - ヨコワミドロ目 Sphaeropleales Luerssen, 1877 クンショウモ類 (e.g. Pediastrum, Pseudopediastrum, Stauridium), アミミドロ属 (Hydrodictyon), イカダモ類 (e.g. Desmodesmus, Tetradesmus (下図5d), Scenedesmus), Coelastrum, Ankistrodesmus, Monoraphidium, Schroederia, ヨコワミドロ属 (Sphaeroplea), Microspora など - オオヒゲマワリ目 (ボルボックス目) Volvocales Oltmanns, 1904 [含 クラミドモナス目 Chlamydomonadales F.E.Fritsch in G.S.West & Fritsch, 1927; ヨツメモ目 Tetrasporales Lemmermann, 1915; クロロコックム目 Chlorococcales Marchand, 1895; クロロサルシナ目 Chlorosarcinales Groover & Bold, 1969; ドゥナリエラ目 Dunaliellales] クラミドモナス属 (コナミドリムシ属, Chlamydomonas), ゴニウム属 (ヒラタヒゲマワリ属, Gonium), パンドリナ属 (カタマリヒゲマワリ属, クワノミモ属, Pandorina; 下図5e), オオヒゲマワリ属 (ボルボックス属, Volvox), ヨツメモ属 (Tetraspora), クロロコックム属 (Chlorococcum), Tetracystis, ドゥナリエラ属 (シオヒゲムシ属, Dunaliella), クロロゴニウム属 (ヤリミドリ属, Chlorogonium), ヘマトコックス属 (アカヒゲムシ属, Haematococcus) など - 所属不明 Incertae sedis Golenkinia, Jenufa, Cylindrocapsa, Treubaria, Trochiscia, Elakatothrix 5a. ブルボカエテ属 (サヤミドロ目)5b. スティゲオクロニウム属 (カエトフォラ目)5c. Dicranochaete (カエトペルティス目)5d. ツノイカダモ属 (ヨコワミドロ目)5e. パンドリナ属 (オオヒゲマワリ目) |

## ギャラリー

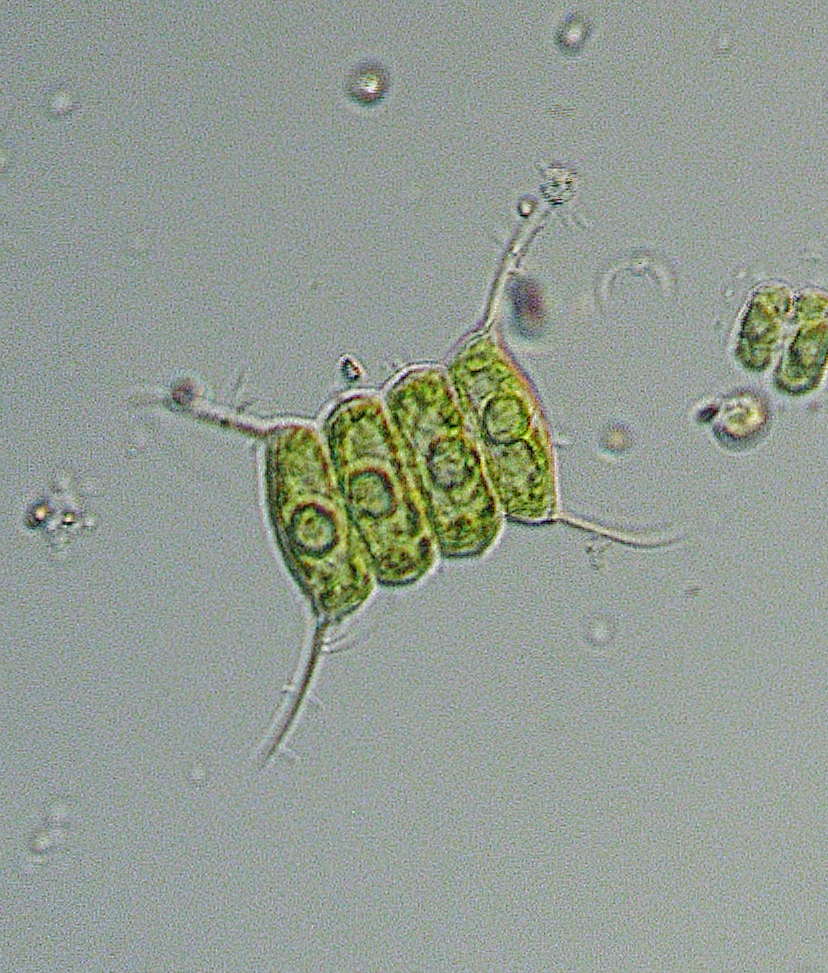
トゲイカダモ属 (ヨコワミドロ目)
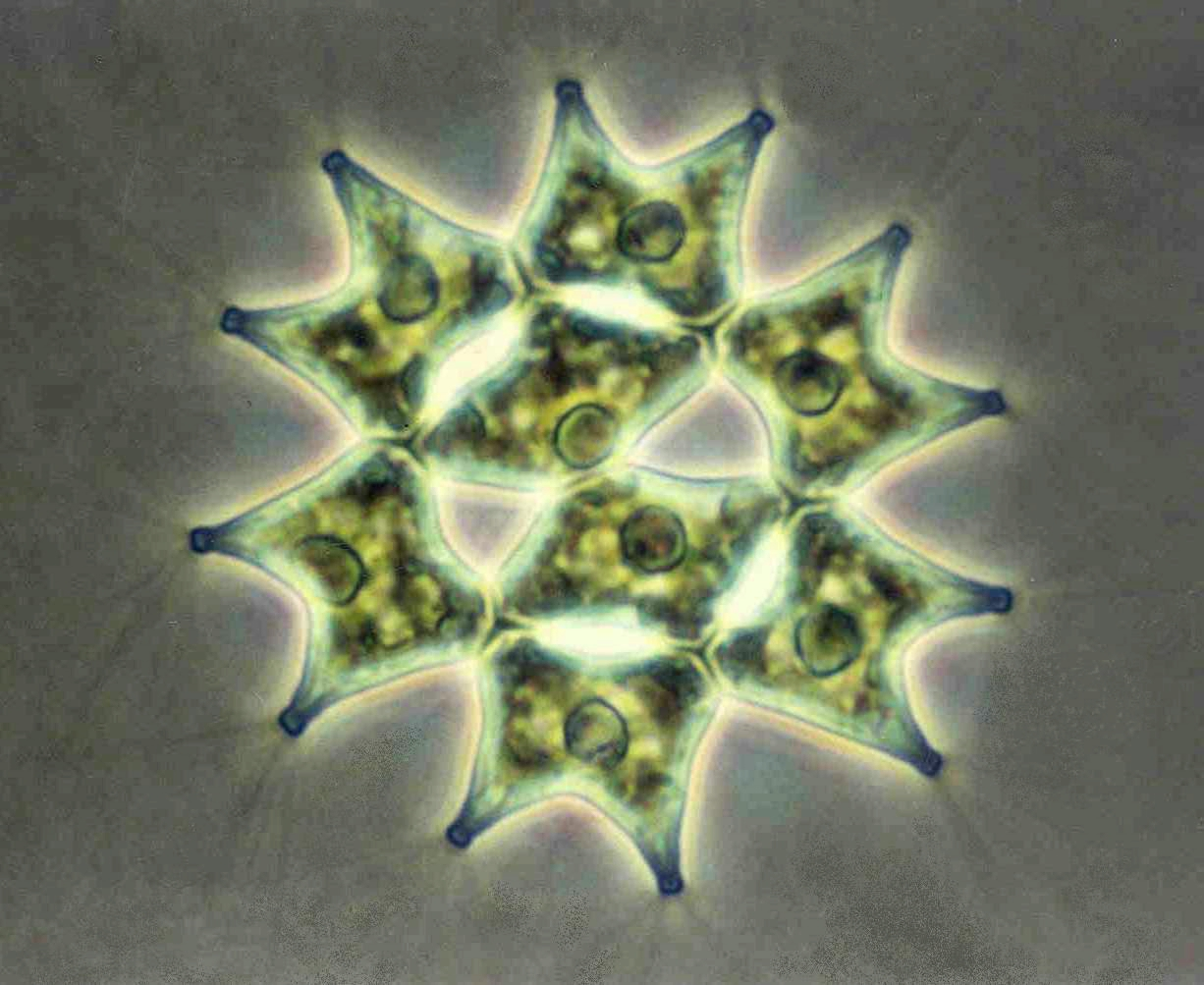
クンショウモ属 (ヨコワミドロ目)
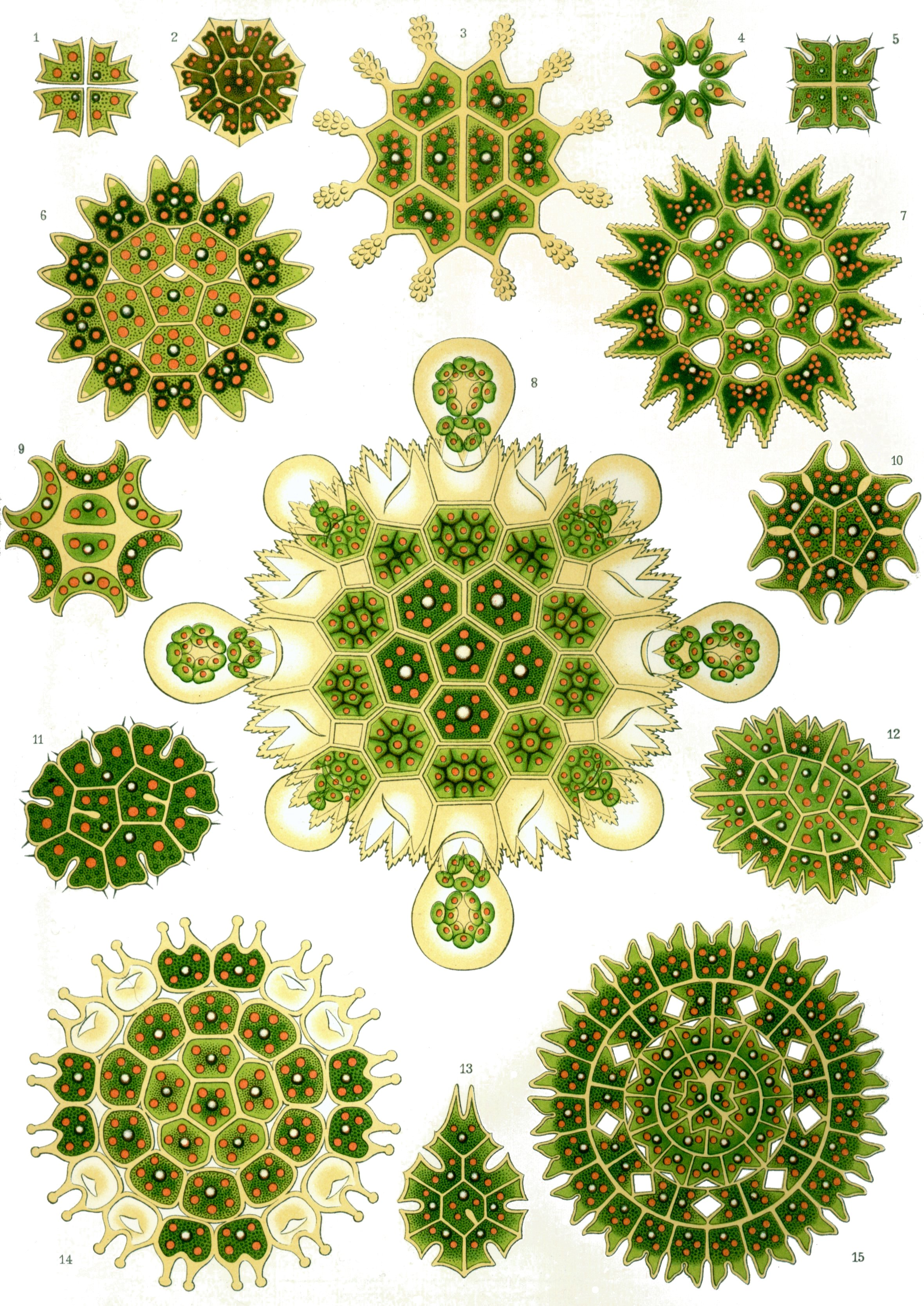
クンショウモ類 (ヨコワミドロ目)
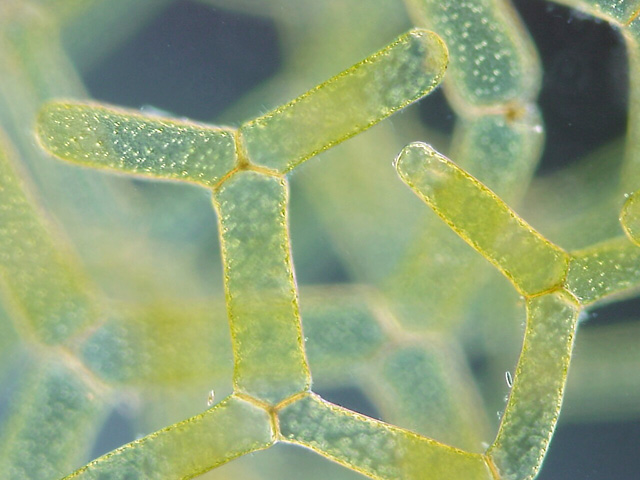
アミミドロ属 (ヨコワミドロ目)
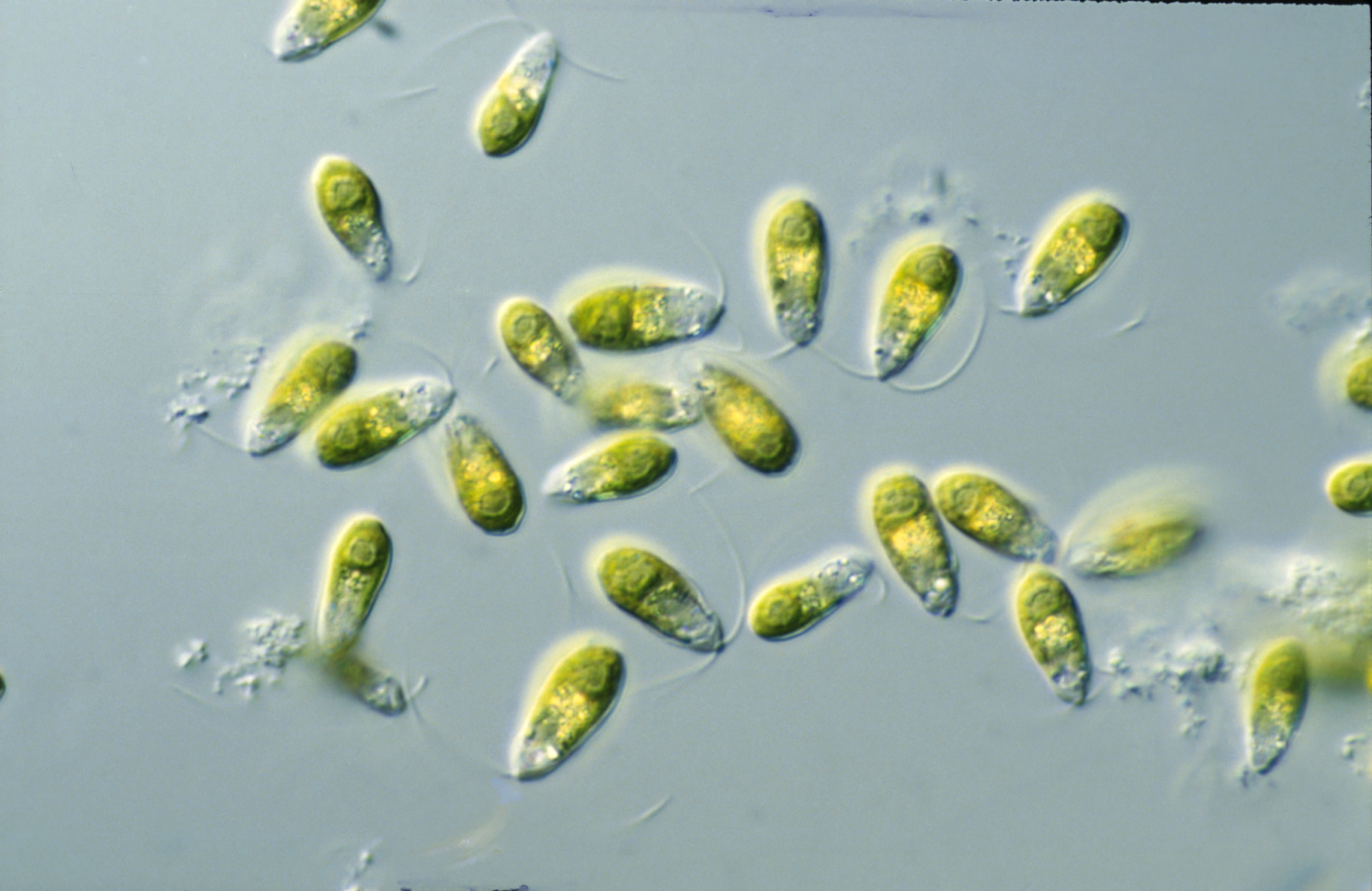
ドゥナリエラ属 (オオヒゲマワリ目)
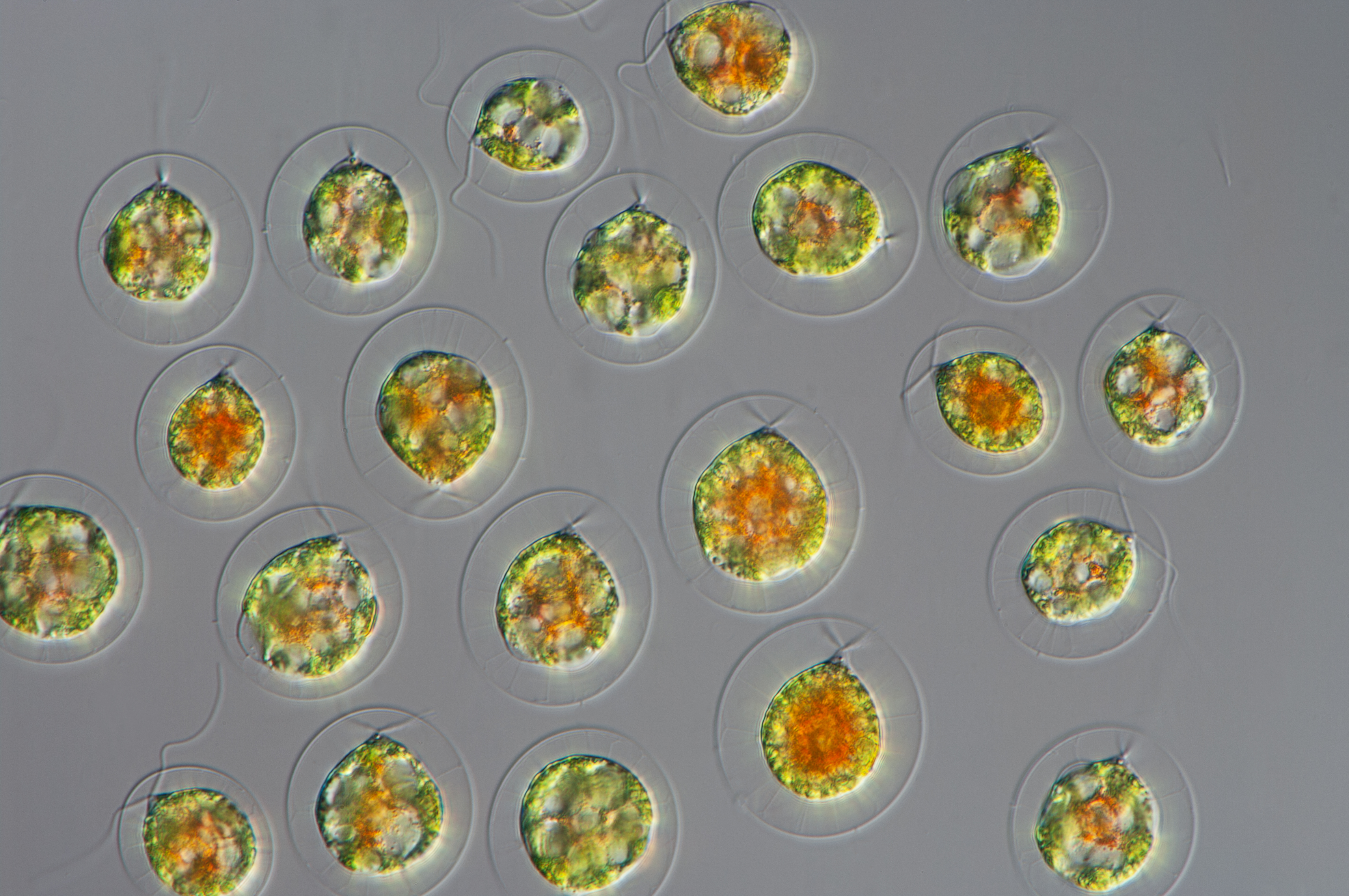
ヘマトコックス属 (オオヒゲマワリ目)
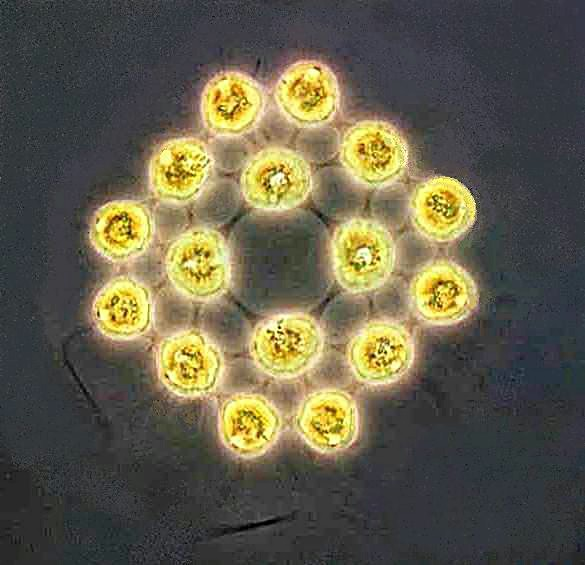
ゴニウム属 (オオヒゲマワリ目)